# Médecine esthétique
Pour les articles homonymes, voir esthétique (homonymie).
La médecine esthétique est un ensemble d'actes médicaux visant à améliorer l'apparence physique d'une personne ainsi qu'à diminuer et retarder les effets du vieillissement.
Le médecin esthétique prend en charge le patient dans sa globalité.
Face aux lourds investissements matériels, les médecins peuvent se regrouper sur des plateaux techniques dans lesquels les équipements, notamment les lasers, sont partagés entre médecins.

## Histoire

### Prémices
Le traité de médecine indien Sushruta Samhita est le premier à mentionner des rhinoplasties (« découpage d’une zone de peau du front qui reste attachée à la région d’intersection entre le nez et l'œil, puis est rabattue sur la partie du nez sectionné »), alors que le nez coupé était un châtiment réservé aux criminels et aux femmes adultères. Chez les Hébreux, le Talmud de Babylone mentionne un cas de lipectomie, de la graisse étant retirée du ventre d'un homme obèse. Au VIIe siècle, le médecin grec Paul d'Égine indique pour sa part comment réduire par réduction mammaire « les mamelles des hommes ressemblant à celles des femmes ». Au XVIe siècle, le médecin italien Gaspare Tagliacozzi invente une technique de greffe afin de réparer les nez tranchés lors des duels à l'épée. S'il est excommunié par l'Église catholique pour avoir voulu corriger l'œuvre de Dieu[réf. nécessaire], sa méthode est encore employée au XIXe siècle pour réparer les dommages causés par la syphilis. Toutefois, à ces époques, l'anesthésie n'existe pas.

### Développement de la discipline
Le début du XXe siècle voit se développer le marché des cosmétiques (Helena Rubinstein et Elizabeth Arden fondent leurs entreprises à cette époque), alors que la libération de la femme du corset par le couturier Paul Poiret et la popularité des bains de mains conduit à rendre visibles des corps autrefois cachés.
En 1865, le docteur Gérard avait déjà mis au point un dispositif dermatologique contre les peaux d'orange et les vergetures, par pulvérisation d'eau sous pression. Comptant parmi les rares femmes médecins de l'époque, Suzanne Noël teste au début des années 1900 cette pratique à l'hôpital Saint-Louis. Par la suite, elle effectue une opération sur une laborantine défigurée par de l'acide sulfurique et souhaite alors se spécialiser dans ce domaine, allant pour ça rencontrer Sarah Bernhardt.
Alors que l'Américain Charles Miller est considéré comme le père de la chirurgie esthétique, l'actrice française avait en effet traversé l'Atlantique en 1911 pour le consulter ; à 66 ans, elle ne supporte plus ses rides et son visage qui s'affaisse. À son retour, la presse salue l'intervention, qui lui aurait rendu une « jeunesse surprenante ». Sarah Bernhardt avoue cependant à Suzanne Noël n'être pas totalement satisfaite. La médecin écrit : « Il lui avait été prélevé dans le cuir chevelu une simple bande allant d’une oreille à l'autre. Si le résultat avait été assez efficace pour le haut de la face, en atténuant les rides du front et en effaçant la patte-d’oie, il n’avait en rien modifié le bas du visage ». Un an plus tard, l'actrice se soumet à une nouvelle opération, qui consiste en un décollement de peau pour la tendre, selon une technique élaborée par Raymond Passot, également pionnier de la médecine esthétique. Cette pratique est toutefois dédaignée et jugée futile par ses confrères, malgré son exposé en 1919 devant l'Académie de médecine ; en 1932-1933, 5 femmes, soit 15 % des 33 femmes médecins, exercent dans ce domaine, ce qui témoigne de sa faible légitimité, selon les mentalités de l'époque.
L'envol de la chirurgie esthétique a quand même lieu après la Première Guerre mondiale, quand il s'agit de réparer les visages déchiquetés des gueules cassées. Attachée à l'hôpital militaire du Val-de-Grâce, Suzanne Noël s'y emploie alors et se consacre ensuite exclusivement à cette discipline. Parallèlement, la mode amène à rendre désormais visibles les genoux des femmes, tandis que l'anesthésie locale est mise au point et que l'asepsie fait des progrès. Les consultations de la médecin ont lieu dans son appartement de l'avenue Charles-Floquet (7e arrondissement de Paris) ou à la clinique des Bleuets, où elle reçoit des femmes d'affaires, des enseignantes, des artistes mais aussi des petites employées, opérant parfois gratuitement pour les plus pauvres. Elle appelle « légers lissages » les liftings, qu'elle réalise sans hospitalisation ni cicatrices visibles, avec des opérations qui ont lieu à quelques mois d'intervalle. Outre le visage, elle opère aussi les fesses, les seins, les jambes ou encore l'abdomen. Entre 1920 et 1930, Raymond Passot comptabilise pour sa part 2500 liftings sur des femmes d'un haut niveau social. En définitive, ces deux personnalités ont participé à la légitimation de leur discipline en France.

### Institutionnalisation

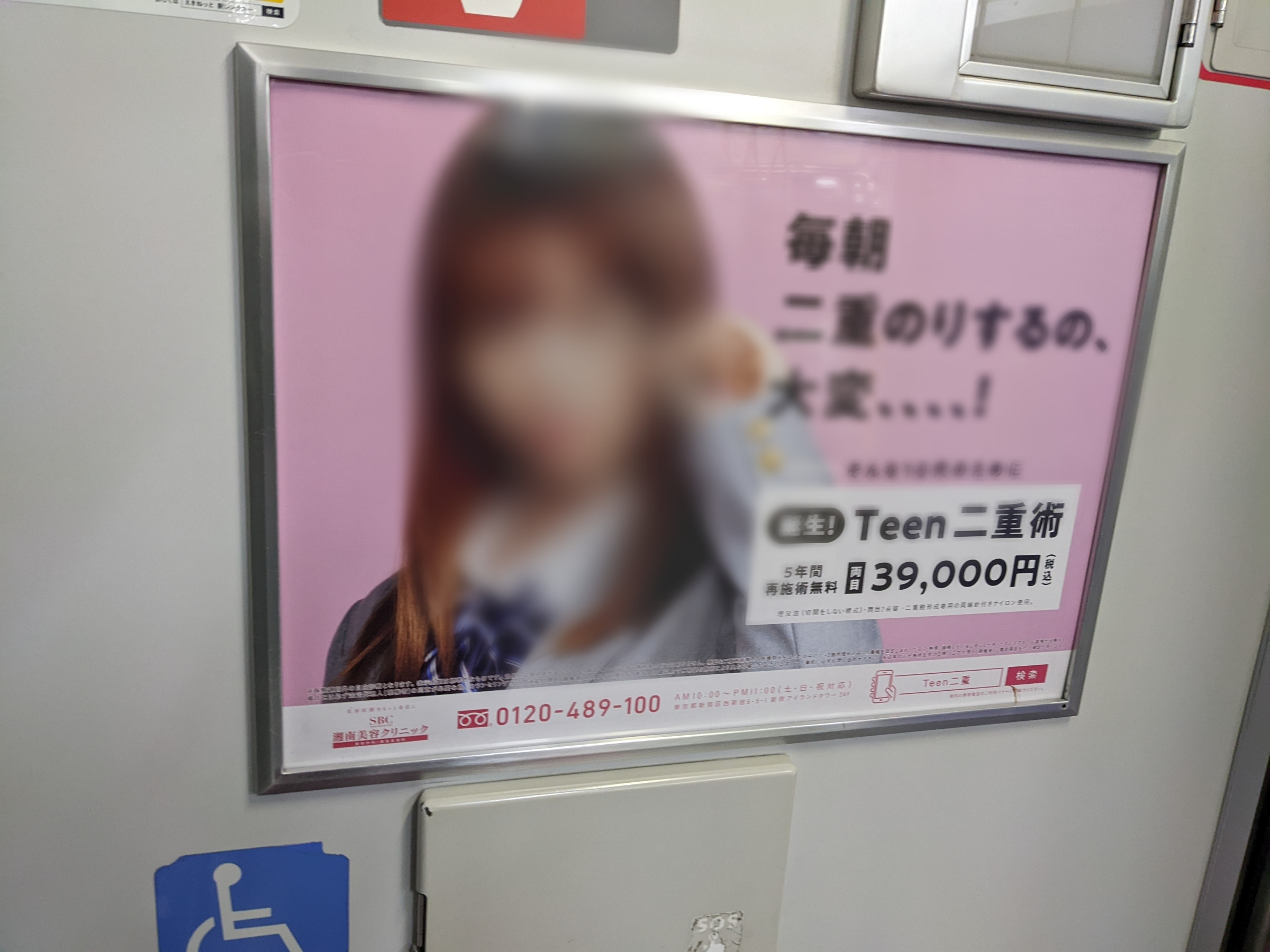
Publicité visant explicitement les adolescents, pour de la chirurgie esthétique des yeux, au Japon

Après la Seconde Guerre mondiale, aux États-Unis, les critères de beauté promus par le star system et la société WASP contribuent à encourager les jeunes et les immigrés souhaitant s'intégrer à vouloir ressembler à leurs idoles (comme Jane Russell et Marilyn Monroe). Des acteurs comme Gary Cooper et John Wayne subissent par ailleurs des liftings.
En 1953, de jeunes chirurgiens créent la Société française de chirurgie plastique, reconstructrice et esthétique. En 1970, un enseignement hospitalo-universitaire est créé en France, symbole de sa reconnaissance officielle.
Il semble que le développement du télétravail et des réunions virtuelles, à la suite de la pandémie de Covid-19, favorisent au début des années 2020 de nouvelles demandes en chirurgie esthétique, notamment de la part des hommes amenés davantage à se regarder à l'écran. Selon le docteur Steven Williams, vice-président de l’Association américaine de chirurgie plastique : « Les Américains des classes moyennes avaient annulé leurs vacances. Ils avaient du temps libre, de l’argent à dépenser, des masques sous lesquels cicatriser discrètement, et un grand besoin de se remonter le moral. » Mais ce phénomène n'est pas limité aux États-Unis.

## Indication
La médecine esthétique intervient :
- dans le traitement des rides et des cicatrices ;
- dans l'épilation durable ;
- dans le traitement des taches pigmentaires et des vaisseaux sanguins disgracieux ;
- dans le vieillissement du visage, des mains, du décolleté et du regard ;
- dans la prévention du vieillissement corporel ;
- dans les détatouages au laser.

Le médecin esthétique est un médecin polyvalent ayant des connaissances médicales larges. Ses domaines de compétences sont la mésothérapie, la médecine générale, la biologie, la dermatologie, l'endocrinologie, la gynécologie, la psychologie.[réf. nécessaire]

## Actes esthétiques les plus fréquents
- Injections anti-rides : il s’agit essentiellement d’injections de toxine botulique (Botox) pour lisser les rides du haut du visage ou d'acide hyaluronique pour combler des rides à d’autres endroits.
- Photo-épilation
- Traitements au laser
- Peelings
- Remodelage corporel
- Raffermissement cutané
- Nutrition anti-âge
- Rhinoplastie non chirurgicale

Les techniques de médecines esthétiques et applications majeur sont:
Liposuccions médicales:
Cellfina – Traitement anti-cellulite
Belkyra : Traitement injectable pour enlever le double-menton et détruire les graisse localisés.
Le lipolissage -  technique  de modification des volumes graisseux localisés par le passage d'une canule.
La Cryolipolyse : Méthode de liposuccion par le froid.
L'intime:
HYAcorp: Acide Hyaluronique injectable pour redessiner les fesses, les pectoraux, ou les cuisses.
Désirial: Traitement pour retarder l’éjaculation précoce ou hydrater les parties intime féminines.
La pénoplastie médicale par injection d’acide hyaluronique
Radiofréquence :
Radiofréquence fractionnée : traitement des marques du visage et du corps : rides, cicatrices et vergetures.
Radiofréquence pulsée : permet de traiter les poches graisseuses.
Thermage qui utilise le système de la radiofréquence (et non du laser) pour permettre une rétractation cutanée optimale.
Lifting médicaux :
L’ulthérapie : lifting du visage par ultrasons
Les injections :
Injection de toxine botulique : La toxine botulinique est utilisée en médecine esthétique pour gommer les rides mais est également un excellent traitement anti-transpiration.
Les injections d’acide hyaluronique : L’acide hyaluronique est un procédé de comblement anti-rides naturel et très efficace pour estomper les rides ou redonner du volume au visage.
Radiesse et Ellansé sont des implant injectable qui rentre dans le cadre d’un remodelage, d’une correction ou encore d’un embellissement facial, sans avoir recours à la chirurgie.
La mésothérapie: La mésothérapie repose sur des injections vitaminées. Cette technique permet d'atténuer vieillissement cutané et de redonner un "coup d'éclat" a la peau.
Les Remaillages aux fils :
Les fils classiques PDO sont particulièrement indiqués pour retendre la peau située au niveau des zones lourdes du visage, comme l’ovale du visage et les bajoues.
Le fil d’or : La technique du remaillage est une excellente alternative aux autres méthodes type lifting facial pour les patients dont le relâchement cutané n’est que modéré.
Les fils crantés ou tenseurs résorbables pour le visage pour traiter des zones particulièrement exposées aux effets du vieillissement de la peau.
Les lasers :
Laser Fraxel pour retendre la peau du visage et du corps. Il permet le relissage fractionnel.
Laser Quadralase appelé aussi relissage cutané fractionné donne une solution complète pour le rajeunissement de la peau et la tension de la peau sans risque.
Le Photorajeunissement qui  améliore l’apparence de la couperose, des lentigos solaires, des ridules et de la texture de la peau, dommages de l’épiderme liés à l’exposition solaire.
Laser Affirm Multiplex pour Effacer les cicatrices du visage ou les vergetures
Le laser Q-Switch est utilisé pour se débarrasser des tatouages en seulement quelques séances.
Détatouage :
Pour se débarrasser des tatouages sans cicatrices, le laser permet de détruire les pigments sans léser la peau en seulement quelques séances.
Picosure : laser picoseconde de détatouage
Épilation laser:
Le laser est aujourd’hui l’une des techniques les plus efficaces pour supprimer définitivement les poils.
Les greffes de cheveux:
Greffe FUE
Technique de Micro greffe avec réimplantation des cheveux 1 à 1. La technique FUE est employée généralement pour corriger des petites calvities.
Autres traitements du cuir chevelu:
La mésothérapie des cheveux : micros injections vitaminées, à faible profondeur, pour lutter contre le vieillissement du cuir chevelu et favoriser une repousse des cheveux de qualité.
Peeling :
Le peeling traite aussi bien le vieillissement de la peau, que le teint terne ou les peaux à problèmes.
La quasi-majorité de ces actes médicaux ne sont pas remboursés par la sécurité sociale et sont soumis à TVA.[réf. nécessaire]

## Pratique réglementée
En France, la médecine esthétique n'est pas une spécialité reconnue par le Conseil national de l'Ordre des médecins, mais une spécialisation de médecine générale,
Différentes catégories de médecins peuvent pratiquer la médecine esthétique : dermatologues, médecins généralistes ou angiologues spécialisés en médecine esthétique, chirurgiens esthétiques, chirurgiens de la face et du cou ou chirurgiens maxillo-faciaux.[réf. nécessaire]
Certains ophtalmologues, ORL et même dentistes réalisent également des actes de médecine esthétique, comme les injections anti-rides.
Tout médecin pratiquant la médecine esthétique doit être inscrit au tableau du conseil de l'Ordre, être autorisé à pratiquer sur le territoire où il exerce et justifier d'une formation spécifique (souvent un diplôme inter-universitaire). Il peut aussi appartenir à une ou plusieurs associations de médecine esthétique (SFME, AFME, SOFMMA…) qui organisent des congrès professionnels au cours desquels les médecins se forment et échangent des informations entre eux.

## Formations
Tout médecin peut avoir accès à une formation en médecine esthétique. Les diplômes de spécialisation sont :
- diplôme inter-universitaire (DIU) de médecine morphologique et anti-âge ;
- diplôme universitaire (DU) de dermatologie esthétique et cosmétologie.

Depuis 1993, le CIME (Collège International de Médecine Esthétique), propose un enseignement post-universitaire privé, dirigé par le Dr Charles GADREAU, qui forme les praticiens à la pratique de l'ensemble des actes de Médecine Esthétique et Régénérative. Le C.I.M.E. est agréé par l'Agence Nationale du DPC sous le n° 9220 et certifié par l'AFNOR et QUALIOPI  sous le n° 2020/88435.1. Il reçoit chaque année des médecins venant du monde entier pour y suivre leur formation en France, à Paris.
À l'issue de ce cursus de 2 ans, les médecins sont titulaires d'un diplôme privé reconnu par l'ASESMEL (Académie Scientifique des Enseignants et Spécialistes en Médecine Esthétique et Longévité) et par l'UIME (Union internationale de médecine esthétique) qui regroupe actuellement 27 pays (voir: http://www.cimel-paris.com).

## Associations de médecine esthétique
- FRANCE MÉDECINE ESTHÉTIQUE : Association qui réunit des médecins de tous horizons et de plusieurs pays qui consacrent tout ou partie de leur activité à la médecine esthétique.
- ASESMEL : Académie Scientifique des Enseignants et Spécialistes en Médecine Esthétique et Longévité
- SFME : Société française de médecine esthétique[10]
- SBME : Société belge de médecine esthétique[11]
- AFME : Association française des médecins esthéticiens][12]
- SOFMMAA : Société française de médecine morphologique et anti âge[13]
- CIME : Collège international de médecine esthétique[6]
- SNMP : Syndicat national de médecine plastique[14]
- SAMCEP : Société avancée de médecine et chirurgie esthétique & plastique[15]